# Île Kanty
Île Kanty är en ö i Kanada.   Den ligger i provinsen Québec, i den östra delen av landet, 1 400 km öster om huvudstaden Ottawa. Arean är 1,2 kvadratkilometer.
Terrängen på Île Kanty är platt. Öns högsta punkt är 67 meter över havet. Den sträcker sig 1,5 kilometer i nord-sydlig riktning, och 1,1 kilometer i öst-västlig riktning.